# Падалка, Николай Михайлович
Николай Михайлович Падалка (1931—2000) — советский передовик производства, бригадир сварщиков Челябинского трубопрокатного завода Министерства чёрной металлургии СССР. Герой Социалистического Труда (1966).

## Биография
Родился 29 августа 1931 года в городе Челябинске в семье рабочего.
С 1942 года в период Великой Отечественной войны, в двенадцатилетнем подростковом возрасте Н. М. Падалка начал свою трудовую деятельность на Днепропетровском трубопрокатном заводе эвакуированном в 1942 году из города Днепропетровска в город Челябинск и переименованный в Челябинский трубопрокатный завод. Н. М. Падалка трудился токарем на ровне со взрослыми рабочими, по 12 — 14 часов в день, так как был мал ростом в силу возраста, ему приходилось работать на табуретке, что ещё более увеличивало нагрузку, но продолжал трудиться с полной отдачей сил и энергии, потому что понимал что труд в тылу на благо фронта приближает нашу победу. Позже получив должную квалификацию начал работать в мартеновском цехе Челябинского трубопрокатного завода. Не однократно пытался попасть в действующую армию и отправится на фронт, но из за не призывного возраста в военном комиссариате ему было отказано.
С 1945 года после окончания Великой Отечественной войны продолжал работать на Челябинском трубопрокатном заводе Министерства чёрной металлургии СССР, после прохождения курсов сварщиков, был назначен сварщиком, позже за добросовестное выполнение своих обязанностей был назначен — бригадиром сварщиков шестого цеха. Его бригада занималась варкой труб большого диаметра. Н. М. Падалка был новатором производства и рационализатором, благодаря его руководству бригада сварщиков начала показывать лидирующее положение не только на своём предприятии но и во всей отрасли.
7 декабря 1971 года Указом Президиума Верховного Совета СССР «за выдающиеся успехи в труде, стабильные высокие результаты в выполнении и перевыполнении плановых заданий и принятых социалистических обязательств» Николай Михайлович Падалка был удостоен звания Героя Социалистического Труда с вручением ордена Ленина и золотой медали «Серп и Молот».
Когда стаж работы на предприятии составил пятьдесят восемь лет Н. М. Падалка вышел на заслуженный отдых, жил в городе Челябинске.
Скончался 8 сентября 2000 года в Челябинске.

## Награды
- Медаль «Серп и Молот» (22.03.1966)
- Орден Ленина (22.03.1966)
- Медаль «За доблестный труд в Великой Отечественной войне 1941—1945 гг.»